# Adam Tensta
Adam Momodou Eriksson Taal, född 1 augusti 1983 i Tensta i Stockholm, är en svensk hiphopartist, mest känd via artistnamnet Adam Tensta. Han har sedan 2022 framträtt under sitt civila namn Adam Taal och bland annat grundat organisationen Framåt.

## Biografi

### Bakgrund
Tensta är uppvuxen i Stockholmsförorten Tensta. Han har en finlandssvensk mor och en gambiansk far. Han  började som sjuåring med breakdance för att tio år senare byta till musik.

### Musikkarriär
Hans stora genombrott skedde 2007 med låten "My Cool", och i april samma år kom låten "They Wanna Know". Hösten 2006 var Tensta ute på två Europaturnéer, varav en som förband till Promoe från Looptroop. Han har även varit förband till Rihanna, Jay-Z, Akon med flera. 2007 belönades Tensta med en Grammis för årets dans-, hiphop- eller soulartist. Han nominerades också till P3 Guld. I december 2007 uppträdde han på Faddergalan. Debutskivan It's a Tensta Thing fick goda recensioner. På våren 2008 utkom singeln "Before U Know It", där också indie- och electroartisten Sophia Somajo medverkade. År 2008 tilldelades Adam Tensta  IOGT-NTO:s Juniorförbunds utmärkelse Junis kompis. Den 5 december 2008 uppträdde han i tv-programmet Fredag hela veckan.
Tensta mixar genren hip-hop med, electronica, house och pop. Hans låt "My Cool" kom med på MTV:s årliga Topp-100-lista i slutet av 2007.
Han är även medlem i St. John's Dance. De har bland annat släppt singeln "The Plot" år 2010. De andra tre gruppmedlemmarna är Dida, Eboi och RARI.
I april 2011 utkom Tenstas andra album Scared of the Dark med tillhörande singlar "Like a Punk" och "Scared of the Dark" (som gästades av den amerikanska artisten Billy Kraven).
Under 2015 släppte Tensta sitt fjärde album The Empty. Skivan blev nominerad till Grammis i kategorin Årets Album.
Efter nio års albumtystnad återkom Adam "Tensta" Taal 2024 med Katarina, ett hyllningsalbum till hans mor som avled 2016. Artistnamnet är nu som Adam Taal, det vill säga hans civila namn.

### Ungdoms- och artistprojekt
Get On Our Team (2008)
Adam Tensta har aldrig druckit alkohol, tagit droger eller rökt och år 2008 var han med och frontade ungdomsprojektet "Get on our team". Syftet med projektet var att genom kändisskapet inspirera unga till att våga diskutera och engagera sig i varandra. Även om någon höll på att halka snett. I projektet jobbade de med mycket skolbesök och olika tävlingar. De hade också en  hemsida som var väldigt central i arbetet där ungdomar kunde se filmer och musikvideor samt ladda upp egna filmer om sitt engagemang.
This Is Home (2015)
Tensta släppte 2015 tillsammans med Johanna-N smyckeskollektionen This Is Home, som utgår från begreppet identitet och svenskhet. Under hösten samma år etablerade de ett samarbete med Hållplats Europa, en frivilligorganisation som jobbar med logistik för personer som söker asyl runt om i Europa.
Nästa Nivå (2013–2016)
Tensta har i fyra år varit med och drivit projektet Nästa Nivå som ämnar att lyfta upp och coacha oetablerade talanger runt om i Sverige. Årligen söker ungefär 500 personer 4-5 åtråvärda platser i programmet.

#### Framåt
2022 grundade Adam "Tensta" Taal organisationen Framåt. Den syftar till att hjälpa musiker och artister att försöka undvika att bli utnyttjade av/i musikbranschen med dess ofta – menar Taal – hårda villkor. Framåt fungerar som en musikutbildning, organiserad tillsammans med studieförbund.

### Övrigt
Tensta har enligt egen utsago aldrig druckit alkohol, tagit droger eller rökt. Han är också vegetarian.
Tensta medverkade den 16 juli 2015 i TV4:s Nyhetsmorgon och lämnade studion i direktsändning för att visa sitt misstycke för att kanalen tidigare under året hade bokat en annan gäst. Tensta avslutade intervjun med att säga "Det var det jag ville prata om, tack så mycket. Lycka till med sändningen." 
Tensta är tillsammans med Kulturnyheternas medarbetare Jenny Nordlander. Paret har två barn tillsammans, födda i maj 2016 och mars 2020.
År 2023 medverkade han i SVT-serien När hiphop tog över.

## Diskografi

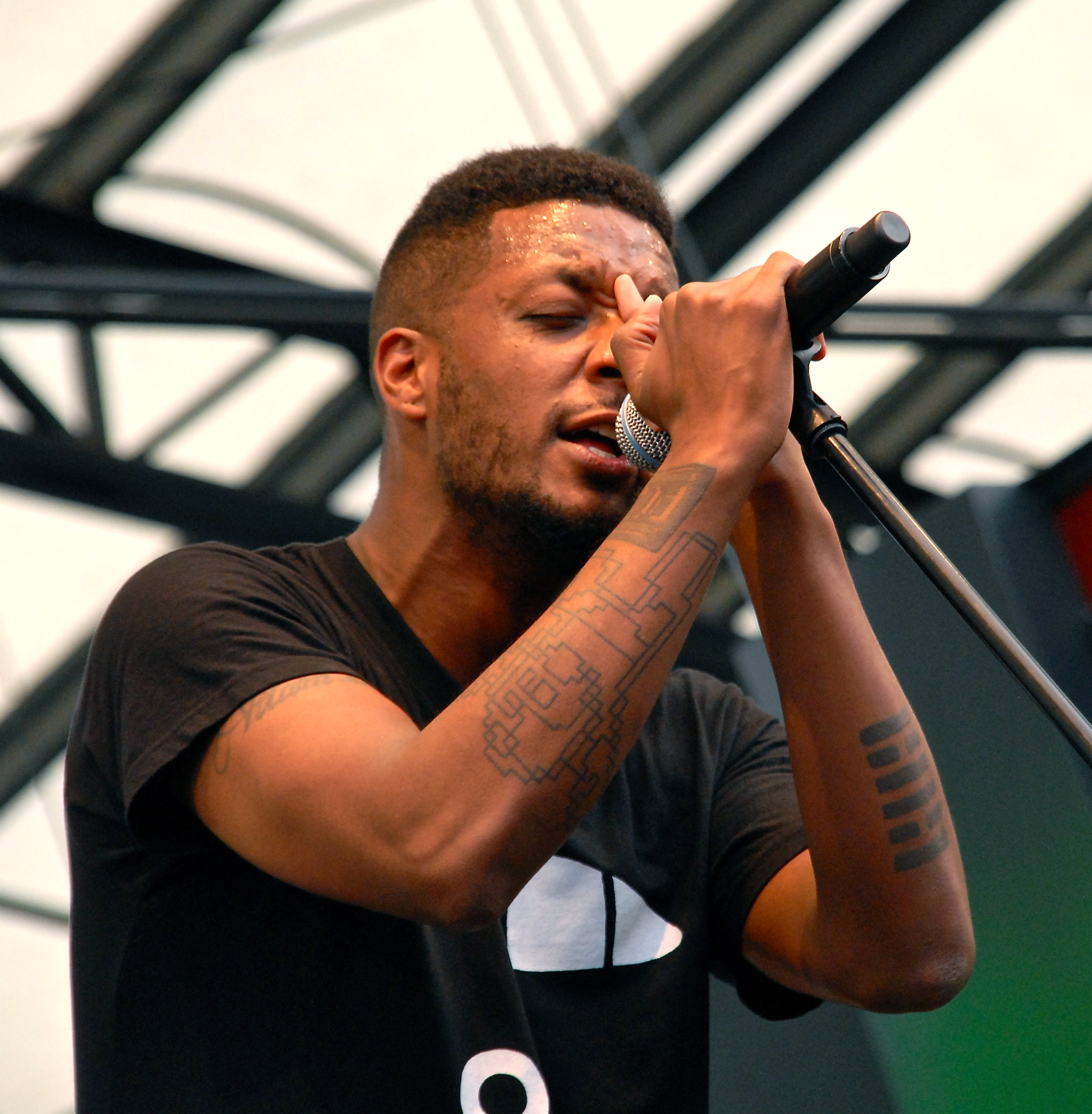
Adam Tensta på Ung08-festivalen i Kungsträdgården i Stockholm i augusti 2011.

### Album (som Adam Tensta)
- 2007 – It's a Tensta Thing
- 2009 – It's a Tensta Thing (international version)
- 2011 – Scared of the Dark
- 2014 – Last Days of Punk
- 2015 – The Empty

### Album (som Adam Taal)
- 2024 – Katarina[7]

### Singlar
- 2006 – Bangin on the System
- 2007 – They Wanna Know
- 2007 – My Cool
- 2008 – Before U Know It
- 2008 – Dopeboy
- 2010 – Like a Punk
- 2011 – Scared of the Dark (med Billy Kraven)
- 2011 – Tystas ner (med Eboi, Dida, Aleks)
- 2011 – Tystas ner (RMH Remix)
- 2014 – Där regnbågen tar slut (RMH Remix)
- 2015 – Det börjar med mig (Fatta man)
- 2015 – This Is War
- 2016 – Svart bäbis
- 2016 – Lika bra (med Cleo)